# 住人〜Jyunin〜
『住人〜Jyunin〜』（じゅうにん）は、SIONが2008年6月11日にレスペクト・ミュージック・ジャパンからリリースした19枚目のオリジナル・アルバム。

## 収録曲
全作詞・作曲：SION
編曲：藤井一彦（1.2.3.4.5.7.11）松田文（6.9.10）永田 "zelly" 健志（8）
1. 住人 (3:58)
2. Saji (4:08)
3. 当たり前 (2:32)
4. ジョニーデップ以外は (4:16)
5. 光へ (4:44)
6. 同じ列車に乗ることはない (4:17)
7. Hallelujah (3:18)
8. EQ (2:46)
9. 棚に上げて (5:03)
10. 夢があることの何処が悪い (4:14)
11. Happy (4:17)

## 参加ミュージシャン
- SION：ボーカル
- THE MOGAMI
  - 松田文：エレクトリック・ギター、アコースティック・ギター、マンドリン
  - 藤井一彦（ザ・グルーヴァーズ）：エレクトリック・ギター、アコースティック・ギター、ハーモニカ、タンバリン
  - 井上富雄（元ルースターズ）：エレクトリックベース
  - 池畑潤二（ヒートウェイヴ、元ルースターズ）：ドラム
  - 細海魚（ヒートウェイヴ）：ピアノ、ハモンドオルガン、アコーディオン
- The Cat Scratch Combo
  - 藤井一彦
  - 清水義将（元CARRIE、惑星）：エレクトリックベース
  - 相澤大樹（THE YOUTH）：ドラム
- 永田 "zelly" 健志：エレクトリック・ギター、タンバリン
- 麻生祥一郎（元HUMMING BIRD）：ドラム
- 町田隆之：エレクトリックベース